# 茱麗·克拉里
茱麗·克拉里（法語：Julie Clary，1771年12月26日—1845年4月7日），拿破崙的哥哥約瑟夫·波拿巴的妻子、瑞典王后德茜蕾·克拉里的姐姐。
茱麗·克拉里於1794年和約瑟夫·波拿巴結婚。約瑟夫先後於1806年和1808年成為那不勒斯國王和西班牙國王，因此茱麗·克拉里成為名義上的那不勒斯王后和西班牙王后。拿破崙戰爭結束後，茱麗·克拉里先後移居布魯塞爾、羅馬。1845年茱麗·克拉里於佛羅倫斯去世，享年73歲。

## 子女
1. 策奈德·波拿巴（英语：Zénaïde Bonaparte）（1801年—1854年），夏尔·吕西安·波拿巴的妻子
2. 夏洛特·波拿巴（英语：Charlotte Bonaparte）（1802年—1839年），拿破崙·路易·波拿巴的妻子